# Лов на Црвени октобар (филм)
Лов на Црвени октобар (енгл. The Hunt for Red October) је филм који је базиран на истоименој књизи Тома Кленсија. Филм је снимљен 1990. године и побрао је одличне критике. На благајнама је зарадио 200 милиона долара и освојио је Оскара за најбоље звучне ефекте.
Иако је књига по којој је написан сценарио била бестселер, ниједан холивудски студио није био заинтересован за екранизацију књиге. Продуцент Мејс Њуфелд је прочитао прелиминарну верзију књиге и тек после годину и по дана је успео да натера једног извршног директора Парамаунт пикчерса да је прочита. Након тога је добио одобрење да искористи књигу као основу за сценарио филма.

## Радња
Капетан Марко Ремијус (Шон Конери) је током 1984. године командни официр Црвеног октобра, нове совјетске подморнице која има погон уз чију помоћ је подморница невидљива за сонаре. Америчка подморница Далас је имала на сонару Црвени октобар док није укључен тих погон. Агенти ЦИА-е утврђују да подморница представља опасност по Сједињене Америчке Државе. Током брифинга се сазнаје да је совјетска морнарица послата да потопи Црвени октобар јер може да изврши неовлашћен напад на Сједињене Америчке Државе.

## Улоге
| Глумац              | Улога                                  |
| ------------------- | -------------------------------------- |
| Шон Конери          | Капетан Марко Ремијус                  |
| Алек Болдвин        | Др. Џек Рајан                          |
| Скот Глен           | Капетан Барт Манкусо                   |
| Сем Нил             | Капетан Василиј Бородин                |
| Џејмс Ерл Џоунс     | Адмирал Џејмс Грир                     |
| Џос Акланд          | Амбасадор Андреј Лисенко               |
| Ричард Џордан       | Др. Џефри Пелт                         |
| Тим Кари            | Др. Јевгениј Петров                    |
| Кортни Б. Венс      | Морнарички подофицир Роналд Џоунс      |
| Питер Ферт          | Иван Путин                             |
| Стелан Скарсгорд    | Капетан Виктор Тупољов                 |
| Џефри Џоунс         | Оливер „Скип” Тајлер                   |
| Лари Фергусон       | Командир брода Далас                   |
| Фред Далтон Томпсон | Адмирал Џошуа Пејнтер                  |
| Данијел Дејвис      | Капетан Чарли Давенпорт                |
| Ентони Пек          | Поручник бојног брода Филип Томпсон    |
| Томас Арана         | Игор Логинов                           |
| Петер Зинeр         | Адмирал Јуриј Падорин                  |
| Роналд Гутман       | Поручник Александар Мелехин            |
| Борис Крутоног      | Поручник Виктор Славин                 |
| Мајкл Велден        | Поручник бојног брода Григориј Комаров |
| Анатолиј Давидов    | Руски официр                           |
| Свен Оле Торсен     | Руски подофицир                        |
| Гејтс Макфаден      | Керолин Рајан                          |
| Луис Борас          | Сали Рајан                             |